# 더 낵
더 낵(The Knack)은 미국의 록 밴드이다. 1979년 발매된 싱글 "My Sharona"가 전 세계적으로 히트쳤다.